# Avskedande
Avskedande (vardagligt sparken), är ett begrepp inom arbetsrätten, som innebär att den anställde omedelbart skiljs från sin anställning eller sitt uppdrag.

## Svensk lag
Ett avskedande får ske, om arbetstagaren grovt har åsidosatt sina åligganden mot arbetsgivaren.
Ett avskedande, som inte upphävs av domstol, får till följd att anställningsavtalet inom en mycket kort tid, i princip omedelbart, upphör.
Avskedande skall vara skriftligt.
I beskedet om avskedande skall arbetsgivaren ange vad arbetstagaren skall iaktta för det fall att arbetstagaren vill göra gällande att avskedandet är ogiltigt eller yrka skadestånd med anledning av avskedandet. Arbetsgivaren är skyldig att på arbetstagarens begäran uppge de omständigheter som åberopas som grund för avskedandet. Uppgiften skall vara skriftlig, om arbetstagaren begär det. Det ligger på arbetsgivaren att bevisa att han haft skäl att avskeda, och kraven för att ett skäl skall vara giltigt ligger mycket högt.

## Skadestånd
Skulle Arbetsdomstolen finna att saklig grund för avsked ej förelegat kan det bli mycket dyrbart för arbetsgivaren. Av AD:2008:91 
Det allmänna skadeståndsyrkandet brukar i lägen där anställda avskedats, när inte ens saklig grund för uppsägning finns, i regel förekomma runt 150 000 kr -175 000 kr.
Om domstolen ogiltigförklarar avskedet och arbetsgivaren vägrar rätta sig efter beslutet yrkas på ytterligare ett ekonomiskt skadestånd motsvarande månadslön gånger det antalet månader arbetstagaren jobbat för arbetsgivaren. (anställningsskyddslagen 39 §) .
Att bli avskedad ska inte förväxlas med att bli uppsagd.

## Finsk lag
Finlands president kan avskeda ministrar och statsråd enligt 64 § finska grundlagen.